# Око за око (1981 филм)
„Око за око“ (на английски: An Eye for an Eye) е американски филм на режисьора Стийв Карвър от 1981 г.